# Observatorio Union
El Observatorio Union (en inglés: Union Observatory) es un antiguo observatorio astronómico situado en Johannesburgo, Sudáfrica, que mantuvo su actividad desde su fundación en 1903 hasta 1971.
Figura en la Lista de Códigos de Observatorios del Minor Planet Center con el código 078.

## Historia
El observatorio tuvo varios nombres siguiendo la evolución política del país. Fue fundado en 1903 con el nombre de Departamento Meteorológico de Transvaal (Transvaal Meteorological Department). En 1909 fue cambiado a Observatorio de Transvaal (Transvaal Observatory) y apenas tres años después a Observatorio Union que es el que ha llevado durante más tiempo y por el que es más conocido. Por último en 1961 fue cambiado a Observatorio Republic (Republic Observatory) hasta 1971.
Hasta 1910 la principal tarea del observatorio fue meteorológica con una pequeña parte de su tiempo dedicada a la astronomía. En 1907 se instaló el primer telescopio, un refractor de 23 cm de apertura, posteriormente llamado Telescopio Reunert. En 1923 se llegó a un acuerdo con el Observatorio de Leiden, Países Bajos para el intercambio de materiales e investigadores. Numerosos astrónomos neerlandeses se instalaron en Sudáfrica y finalmente, en 1954, se erigió el Observatorio Sur de Leiden, en la localidad de Hartebeespoort, huyendo de la polución luminosa de Johannesburgo, y aunque era virtualmente autónomo, dependía funcionalmente del Observatorio Union.
En el Observatorio Union se desarrollaron programas de observación de estrellas binarias, catalogándose 20.000 y descubriéndose 6000 de este tipo de estrellas. Asimismo se descubrieron hasta 1938 casi 600 asteroides. El hecho más recordado es el descubrimiento de Próxima Centauri, la estrella más cercana al Sol, descubierta por el director del observatorio Robert Innes en 1915.
En los años 1960 el problema de la polución luminosa afectaba a los tres principales observatorios astronómicos de Sudáfrica, el Observatorio Radcliffe, en Pretoria, el Real Observatorio del Cabo, en Ciudad del Cabo, y el Observatorio Union, por lo que las autoridades sudafricanas determinaron en 1971 fusionar las instalaciones de los tres observatorios y trasladarlas a un nuevo emplazamiento, en Sutherland, en la Provincia Septentrional del Cabo, y a una sede central situada en Ciudad del Cabo para formar el nuevo Observatorio Astronómico de Sudáfrica, (SAAO).